# Erwin Loitsch
Erwin Gustav Alwin Loitsch (* 29. Oktober 1885 in Neukretscham; † 17. November 1960 in Steinhude) war ein deutscher Verwaltungsbeamter und Politiker (SPD).

## Leben
Erwin Loitsch wurde als Sohn eines Bauunternehmers geboren. Nach dem Volksschulabschluss 1899 absolvierte er bis 1903 eine Lehre als Zimmermann und besuchte drei Jahre lang die staatliche Baugewerkschule in Görlitz. Im Anschluss daran war er als Bautechniker bei der Stadtverwaltung in Graudenz tätig. Er wechselte 1910 als Angestellter in den Innendienst der Königlichen Eisenbahndirektion Hannover und arbeitete von 1913 bis 1914 als Bahnmeister in Lesum. Von 1907 bis 1909 leistete er Militärdienst und von 1914 bis 1918 nahm er als Soldat am Ersten Weltkrieg teil. Während des Krieges wurde er mit der Leitung des Eisenbahntransportwesens in Brüssel beauftragt. Nach dem Kriegsende war er als Mitglied der Deutschen Waffenstillstandskommission an der Durchführung der Übergabe der Eisenbahn an Belgien beteiligt.
Loitsch war nach seiner Rückkehr nach Deutschland 1919 erneut im Eisenbahndienst tätig, zunächst wieder in seiner vorherigen Stellung in Lesum, dann bis 1923 als Bahnmeister in Lindhorst. Als Mitglied der SPD wurde er 1922 in den Landtag des Freistaates Schaumburg-Lippe gewählt, dem er bis 1933 angehörte. Über die gesamte Dauer seiner Parlamentszugehörigkeit bekleidete er das Amt des Landtagspräsidenten.
Gleichzeitig war er von Juli 1923 bis zu seiner Amtsenthebung durch die Nationalsozialisten im März 1933 Landrat des Landkreises Bückeburg. Da er sich am 8. März 1933 dem Aufziehen der Hakenkreuzflagge auf dem Landratsamt widersetzt hatte, zog er sich nach Steinhude zurück, wo er von der SA überwacht wurde. Aufgrund des Gesetzes zur Wiederherstellung des Berufsbeamtentums wurde er im Juni 1933 in den Ruhestand versetzt. Von 1937 bis 1945 arbeitete er als Steuerberater. Im August 1944 wurde er im Zuge der „Aktion Gitter“ für acht Tage inhaftiert.
Nach dem Zweiten Weltkrieg sah ihn die britischen Militärregierung zunächst für die Leitung der Schaumburgisch-Lippischen Landesregierung vor. Dieses Angebot schlug Loitsch jedoch aus und bevorzugte stattdessen die erneute Leitung des Landratsamtes in Bückeburg, die er von Mai 1945 bis März 1946 innehatte. Von April 1946 bis zu seinem Eintritt in den Ruhestand im Juni 1948 war er Oberkreisdirektor. Für sein während der Zeit des Nationalsozialismus erlittenes Unrecht und die materiellen Verluste wurde er 1956 entschädigt.
Erwin Loitsch war seit 1910 verheiratet.